# Gonocarpus aggregatus
Gonocarpus aggregatus là một loài thực vật có hoa trong họ Haloragaceae. Loài này được (Buchanan) Orchard miêu tả khoa học đầu tiên năm 1975.